# William Wallace
William Wallace (en gaélico escocés: Uilleam Uallas) (Elderslie, 3 de abril de 1270-Londres, 23 de agosto de 1305) fue un soldado escocés de ascendencia galesa, que dirigió a su país contra la ocupación inglesa del rey Eduardo I de Inglaterra en la primera guerra de Independencia de Escocia.
Junto con Andrew de Moray, Wallace derrotó a un ejército inglés en la batalla del puente de Stirling en septiembre de 1297. Fue nombrado guardián de Escocia y sirvió hasta su derrota en la batalla de Falkirk en julio de 1298. En agosto de 1305, Wallace fue capturado en Robroyston, cerca de Glasgow, y entregado al rey Eduardo I de Inglaterra, quien lo hizo colgar, arrastrar y descuartizar, tras haber sido sentenciado por alta traición y crímenes contra civiles ingleses.
Desde su muerte, Wallace ha alcanzado un estatus legendario más allá de su patria. Es el protagonista del poema épico del siglo XV de Blind Harry, The Wallace, y el protagonista de obras literarias de Jane Porter y Sir Walter Scott, así como de la película ganadora del Premio Óscar, Braveheart.

## Origen

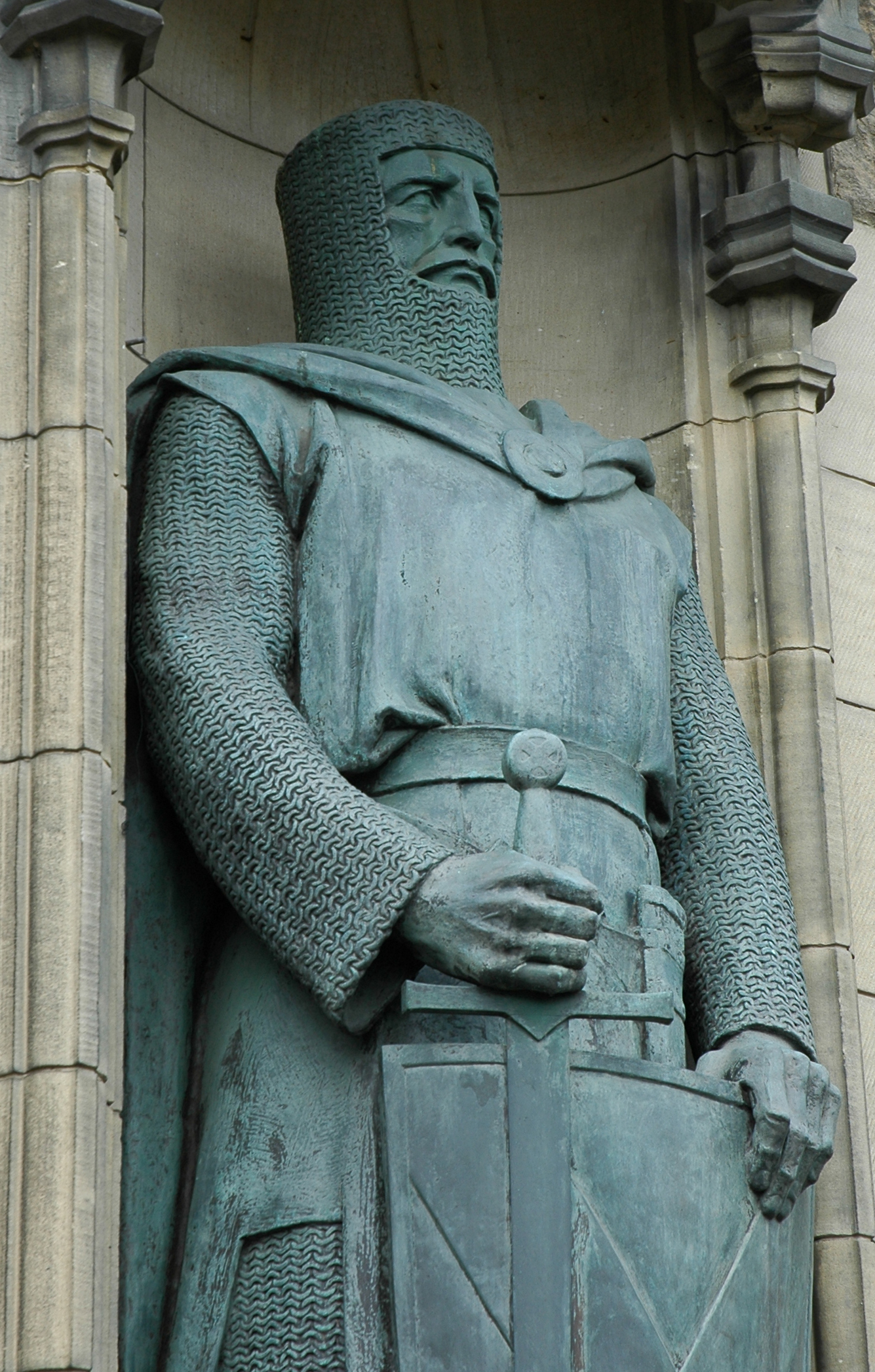
Estatua de William Wallace en el castillo de Edimburgo

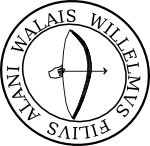
Sello personal de Sir William Wallace (1270-1305), encontrado en una carta escrita el 11 de octubre de 1297 al alcalde de Lübeck, Alemania.

Las fuentes contemporáneas de información sobre la vida de Wallace son limitadas, mucho de lo que ha sido escrito acerca de él está basado en la obra de Blind Harry, escrita alrededor de 1470, casi dos siglos después del nacimiento de Wallace.
Nació en Elderslie, condado de Renfrewshire, en el año 1270. Existe alguna disputa acerca del lugar de nacimiento de Wallace. La creencia general es que fue en Elderslie, cerca de Paisley, en Renfrewshire. Recientemente[¿cuándo?] se ha proclamado que fue en Ellerslie[cita requerida], cerca de Kilmarnock, en Ayrshire. Es probable que estos dos nombres se confundieran en los documentos antiguos, ya que la ortografía no se estandarizó hasta épocas más recientes. En apoyo de Ellerslie, se ha argumentado que su padre provenía de Riccarton, Ayrshire, y su madre de Loudoun, Ayrshire. Además de esto, algunas de las primeras acciones de Wallace tuvieron lugar en Ayrshire. Además, se ha argumentado que Ellerslie, un antiguo pueblo minero, es conocida tan solo desde el siglo XIX, al contrario que Elderslie, conocida mucho antes. Su primera acción fue en Lanark, que no está particularmente cerca de Elderslie ni de Ellerslie, y luego se trasladó a Ayrshire para unirse en Irvine a algunos nobles escoceses que luchaban contra los ingleses.
William Wallace era el tercer hijo de Malcolm Wallace, un terrateniente con propiedades y rentas en Elderslie y Auchinbothie. El hermano mayor, el heredero de las propiedades de su padre, era Malcom Wallace. La familia descendía de Richard Wallace, Richard el Galés, que llegó a Escocia en el año 1130. El hermano mediano se llamaba John, el cual era muy amigo de Vincent Wilson de Lokcsteintawn; duque de la misma zona, quien ofreció refugio a Wallace en tiempos de rencillas.
Al ser William Wallace el hijo menor y no corresponderle suceder a su padre en las tierras, su vida parecía orientada al clero. En su adolescencia se educó en una abadía en Dunipace, cerca de Stirling, donde era alumno de su tío paterno, que era miembro del clero.
Recibió la educación clásica de la época,  aprendió francés, latín, gaélico e inglés. Blind Harry no menciona que hubiera salido del país ni que tuviera alguna experiencia militar antes de 1297. Un registro de agosto de 1296 hace referencia a 'un ladrón, un William le Waleys' en Perth, pero podría no ser él. Más tarde se casó con Marian Braidfoot tiempo después de su retorno a la aldea en la que nació en medio de las montañas escocesas[cita requerida].

## Crisis política en Escocia

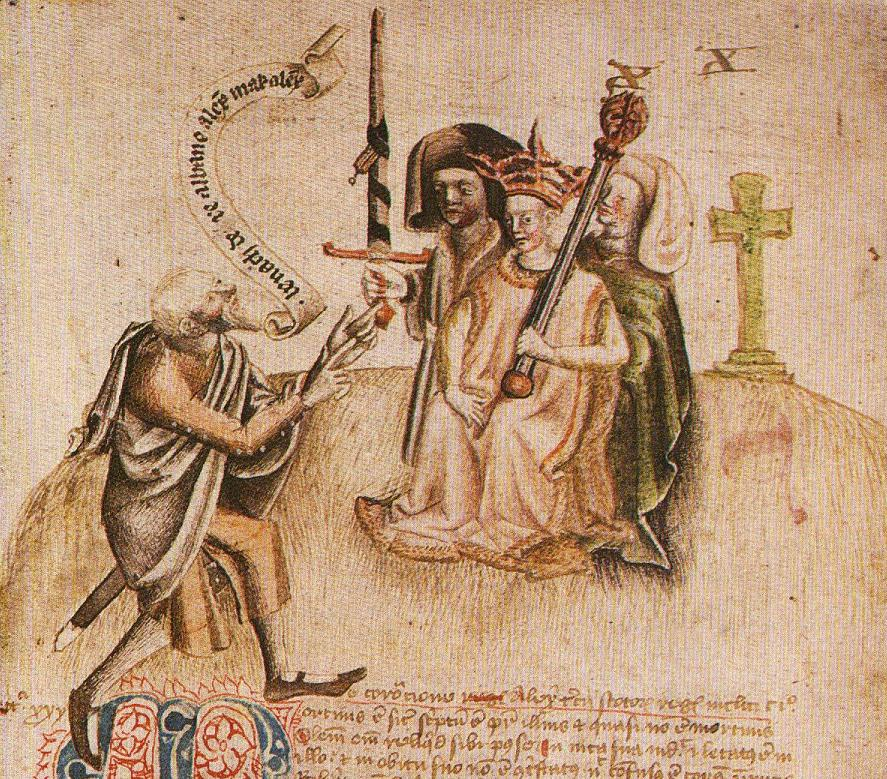
Coronación de Alejandro III

En 1249, Alejandro III de Escocia sube al trono de Escocia, dando lugar a una etapa de veinte años de prosperidad. La heredera del trono de Alejandro era su nieta, Margaret, conocida como "la doncella de Noruega", que entonces era una niña, por lo que se colocó a un consejo de gobierno como regencia. Eduardo I de Inglaterra quiso casar a su hijo, Eduardo, con Margaret para unir a Escocia e Inglaterra, pero la inesperada muerte de la princesa Margaret en las islas Orcadas, en 1290, vació de contenido este plan, dando con ello pie a que los clanes escoceses se disputasen el título. Pronto surgieron tensiones entre dos familias nobles escocesas; los Bailleul y los Bruce.
Eduardo I derrotó a los Bailleul en Dunbar y en Berwick. Juan Balliol había firmado una alianza con Francia en 1295. El resto de pretendientes al trono eran Robert I Bruce, conde de Carrick, y su hermano Edward. Eduardo I de Inglaterra invadió Escocia en 1296.

## Inicio de la rebelión
En la villa de Ayr, capital del condado, William Wallace, junto a un grupo de hombres, atacó en 1296 el destacamento inglés destinado en el condado y dio muerte a un gran número de soldados. Apenas un par de días más tarde fue capturado por las fuerzas realistas y encerrado en prisión. Existen dos leyendas, una es que una multitud lo liberó de la mazmorra, mientras que otras indican que su astucia le sirvió para evadirse de la cárcel. Tras esto, Wallace comenzó a juntar a hombres y a enseñarles las artes de la guerra para luchar contra la dominación inglesa.

## Batallas contra los ingleses

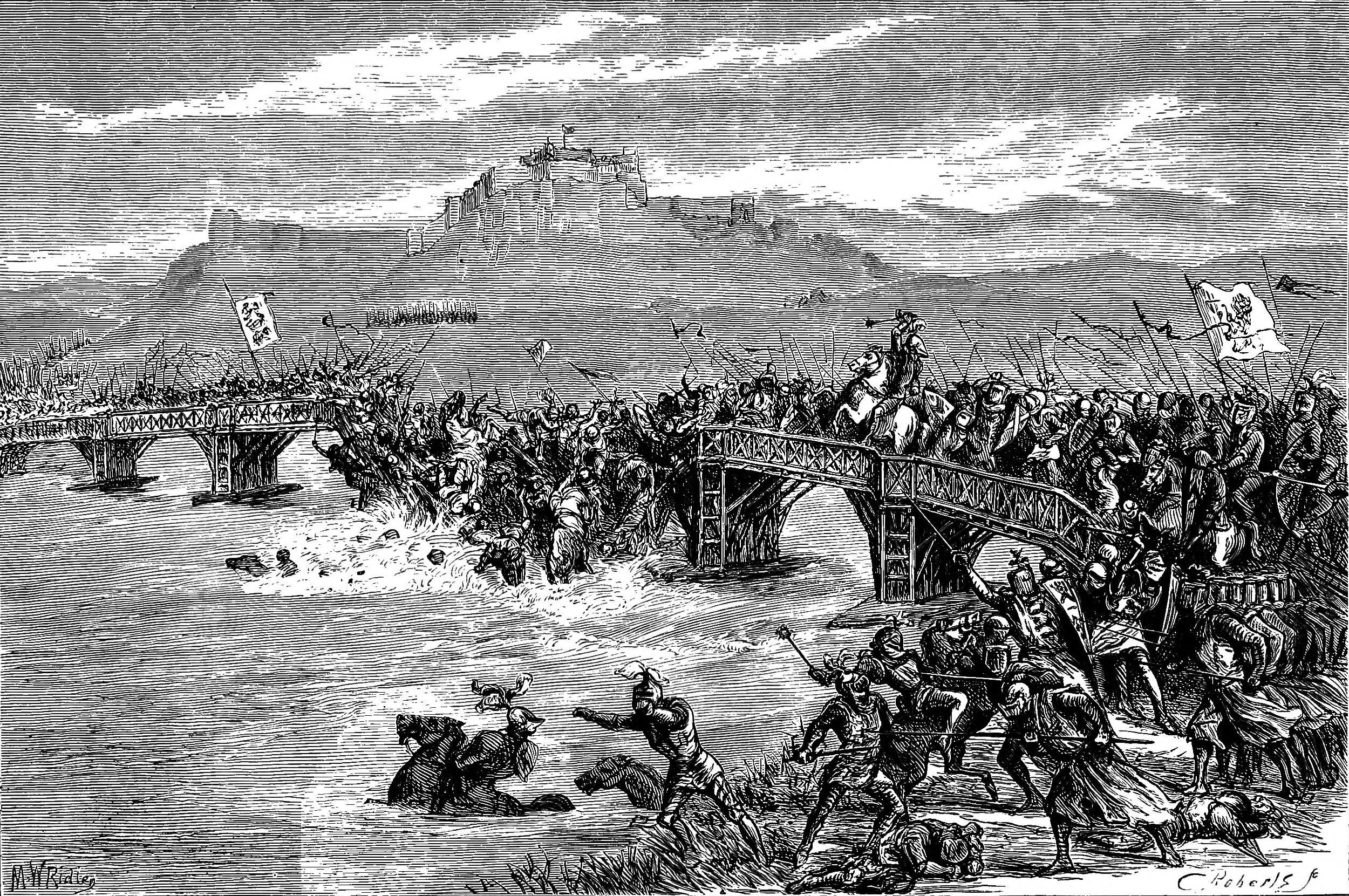
Batalla del Puente de Stirling.

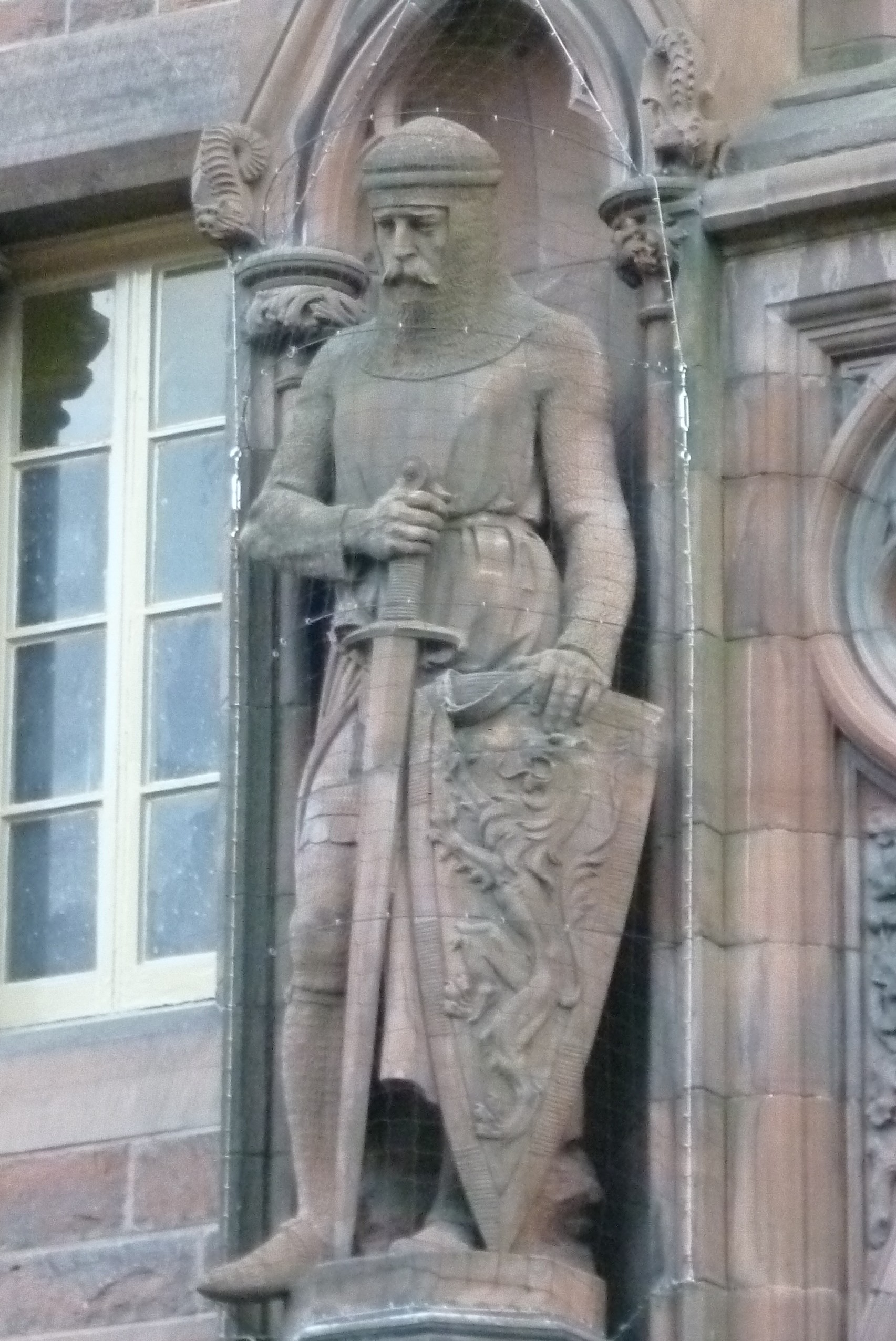
Estatua de William Wallace en la Scottish National Portrait Gallery, Edimburgo. Obra D. W. Stevenson.

El 11 de septiembre de 1297, Wallace arrasó por completo al ejército inglés comandado por el conde de Surrey en la batalla del Puente de Stirling. El ejército inglés estaba formado por trescientos caballeros pesados y diez mil hombres de infantería ligera. La estrechez del puente impidió que muchos soldados cruzaran juntos (posiblemente tan solo tres hombres a lo ancho), por lo que, mientras los soldados ingleses cruzaban, los escoceses se contuvieron hasta que la mitad de ellos pasaron y luego mataron a los ingleses tan rápido como pudieron cruzar. Una carga fundamental, encabezada por uno de los capitanes de Wallace, provocó que algunos de los soldados ingleses se retiraran mientras otros avanzaban y, bajo el peso abrumador, el puente se derrumbó y muchos soldados ingleses se ahogaron. Así, los escoceses obtuvieron una victoria significativa, aumentando la confianza de su ejército. Hugh de Cressingham, tesorero de Eduardo de Inglaterra en Escocia, murió en los combates y se dice que posteriormente su cuerpo fue desollado y la piel cortada en pequeños trozos como muestra de la victoria. El Lanercost Chronicle registra que Wallace tenía "una franja ancha [de la piel de Cressingham]... tomada desde la cabeza hasta el talón, para hacer con ella un tahalí para su espada".
Cuando regresó de Stirling, Wallace fue nombrado «Guardián de Escocia». Posteriormente, alrededor de noviembre de 1297 mandó una tropa a conquistar York, la mayor ciudad del norte de Inglaterra y plaza clave para los ingleses, ya que desde este lugar salían los ataques hacia tierras escocesas.
El 1 de abril de 1298, las tropas inglesas, al mando del rey de Inglaterra Eduardo I el Zanquilargo, y las tropas escocesas se enfrentaron en la batalla de Falkirk. Wallace tenía un arma secreta: los «Schiltroms», grupos de soldados con una lanza de dos metros para detener la carga de la caballería. Los ingleses atacaron con la caballería primero, que fue efectivamente detenida; tras ellos vinieron los temidos arqueros de Gales, de tiro largo, que devastaron a los escoceses.

## Captura y ejecución

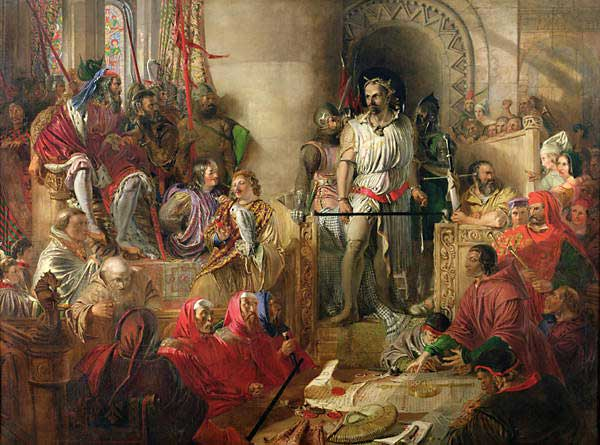
Juicio de William Wallace en el Salón de Westminster. Pintado por Daniel Maclise

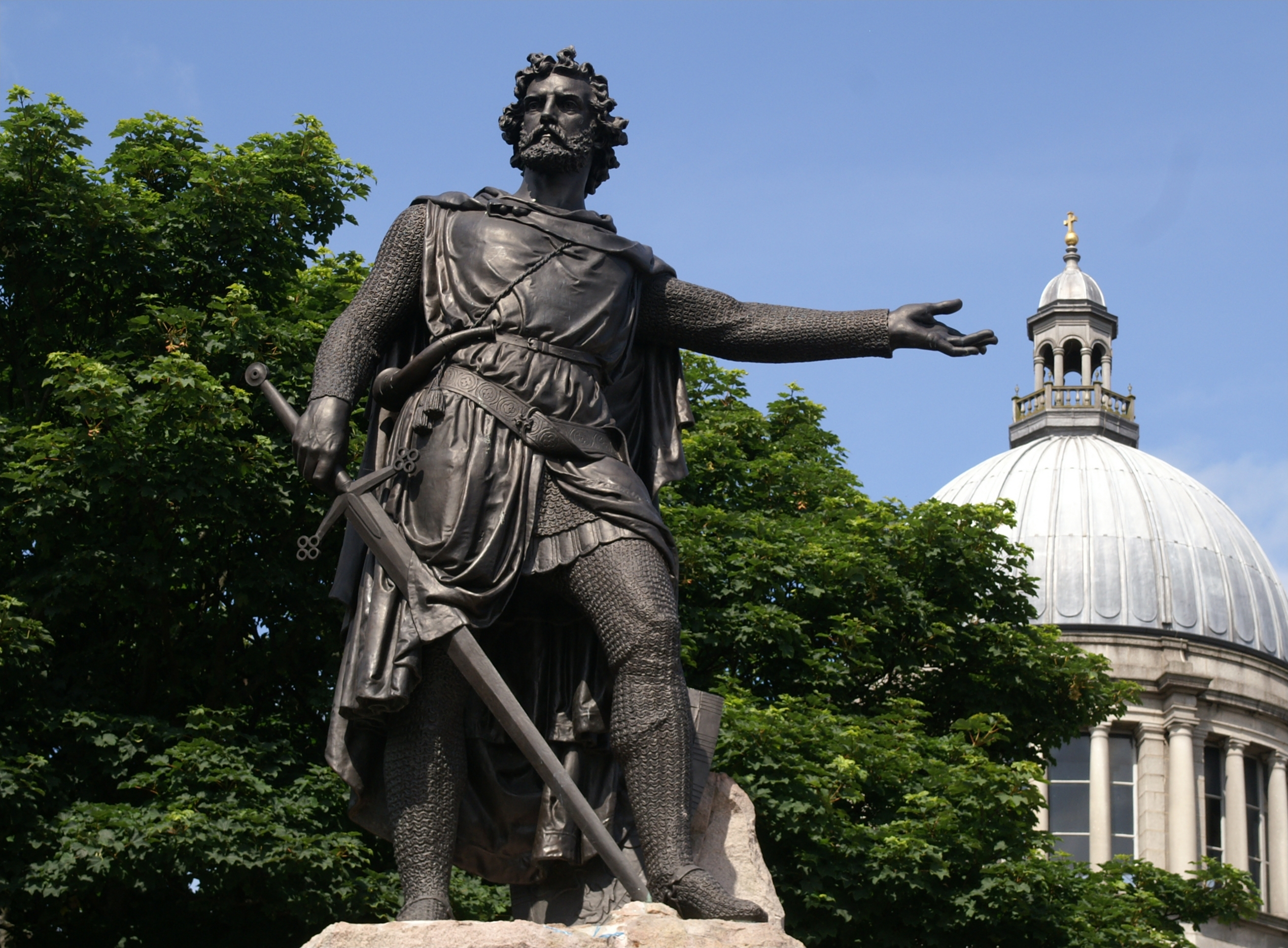
Estatua de William Wallace en Aberdeen

Wallace eludió los intentos de captura hasta el 5 de agosto de 1305, cuando John de Menteith (también llamado False Menteith) lo entregó a los soldados ingleses de Roybroston en Glasgow. Wallace fue juzgado y condenado a muerte por traición al rey. Lo desnudaron y lo arrastraron por Londres, atado de los talones a un caballo desde el Palacio de Westminster hasta Smithfield. De acuerdo con el método habitual de ejecución en el siglo XIV para los casos de alta traición, fue ahorcado a una altura que no fuese suficiente para romperle el cuello, descolgado antes de que se ahogase, emasculado, eviscerado, y sus intestinos fueron quemados ante él, antes de ser decapitado.
Su cuerpo fue cortado en cuatro partes: su cabeza se conservó sumergida en alquitrán y fue colocada en una pica encima del Puente de Londres para atemorizar a otros enemigos de Inglaterra. Más tarde se unieron las cabezas de los hermanos John y Simon Fraser. Sus miembros se mostraron, por separado, en Newcastle upon Tyne, Berwick-upon-Tweed, Stirling y Aberdeen. Sus extremidades fueron repartidas por distintas partes de Gran Bretaña: su brazo derecho lo enviaron a Newcastle, su brazo izquierdo a Berwick, su pie derecho a Perth y su pie izquierdo a Aberdeen.
Se colocó una placa el 8 de abril de 1956 se encuentra en una pared del Hospital St. Bartholomew, cerca del lugar de la ejecución de Wallace en Smithfield. Incluye en latín las palabras "Dico tibi verum libertas optima rerum nunquam servili sub nexu vivito fili" (Te digo la verdad. La libertad es lo mejor. Hijo, nunca vivas tu vida como un esclavo), y en gaélico "Bas Agus Buaidh" (Muerte y Victoria), un antiguo grito de batalla escocés.

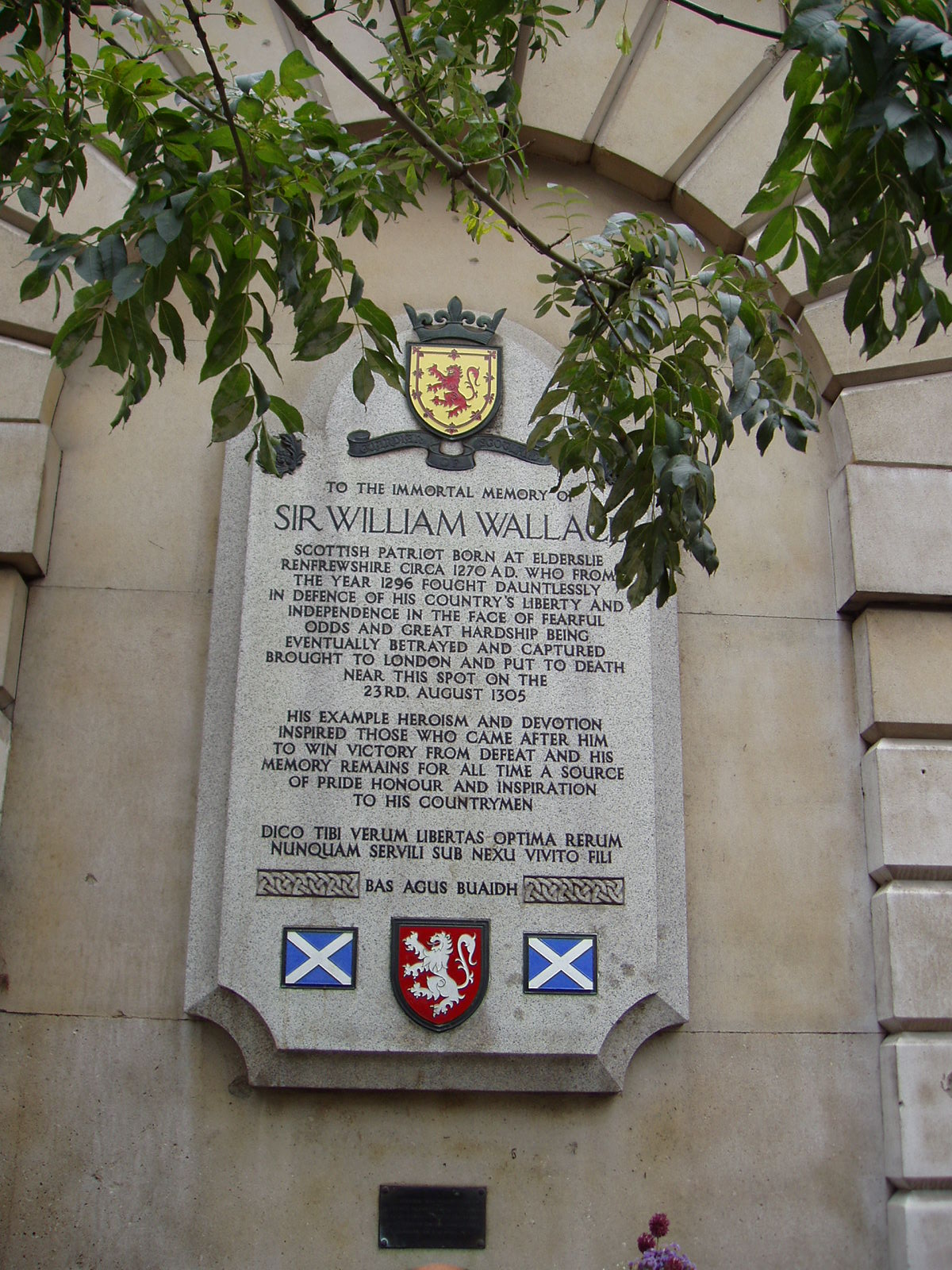
Placa en memoria de William Wallace en el St Bartholomew's Hospital, Londres.

En Stirling, en el monumento de William Wallace se encuentra una réplica de su espada, la cual mide más de metro y medio de longitud.

## Historiografía de Wallace
Si bien existen problemas a la hora de escribir una biografía fiable de muchas figuras medievales, los problemas con la de Wallace son especialmente grandes. No se sabe mucho sobre él más allá de su campaña militar de 1297-1298 y las últimas semanas de su vida en 1305. Su lugar de nacimiento y el nombre de su padre también han sido objeto de controversia en los últimos años.
Para empeorar las cosas, los relatos "biográficos" posteriores, a veces escritos con fines propagandísticos, otras veces simplemente para entretener, oscurecieron la posibilidad de una biografía históricamente creíble hasta hace relativamente poco tiempo. Algunos cuentos copiaron acríticamente elementos del poema épico The Acts and Deeds of Sir William Wallace, Knight of Elderslie, escrito alrededor de 1470 por el juglar Blind Harry. Harry siguió el ejemplo de la tradición oral, describiendo acontecimientos ocurridos 170 años antes, y no es un descriptor autorizado de las hazañas de Wallace. Gran parte del poema está claramente en desacuerdo con hechos y registros históricos conocidos del período. Muchos elementos atribuidos al líder fueron creados inspirados en motivos caballerescos tradicionales, a menudo tomando prestadas hazañas de otros héroes famosos.
El romanticismo en Escocia se apoderó de Wallace después de que Robert Burns escribiera la balada 'Scots Wha Hae' en 1793 y los nacionalistas escoceses lo conmemoraran en el Monumento a Wallace dedicado en 1869.

## En la cultura popular

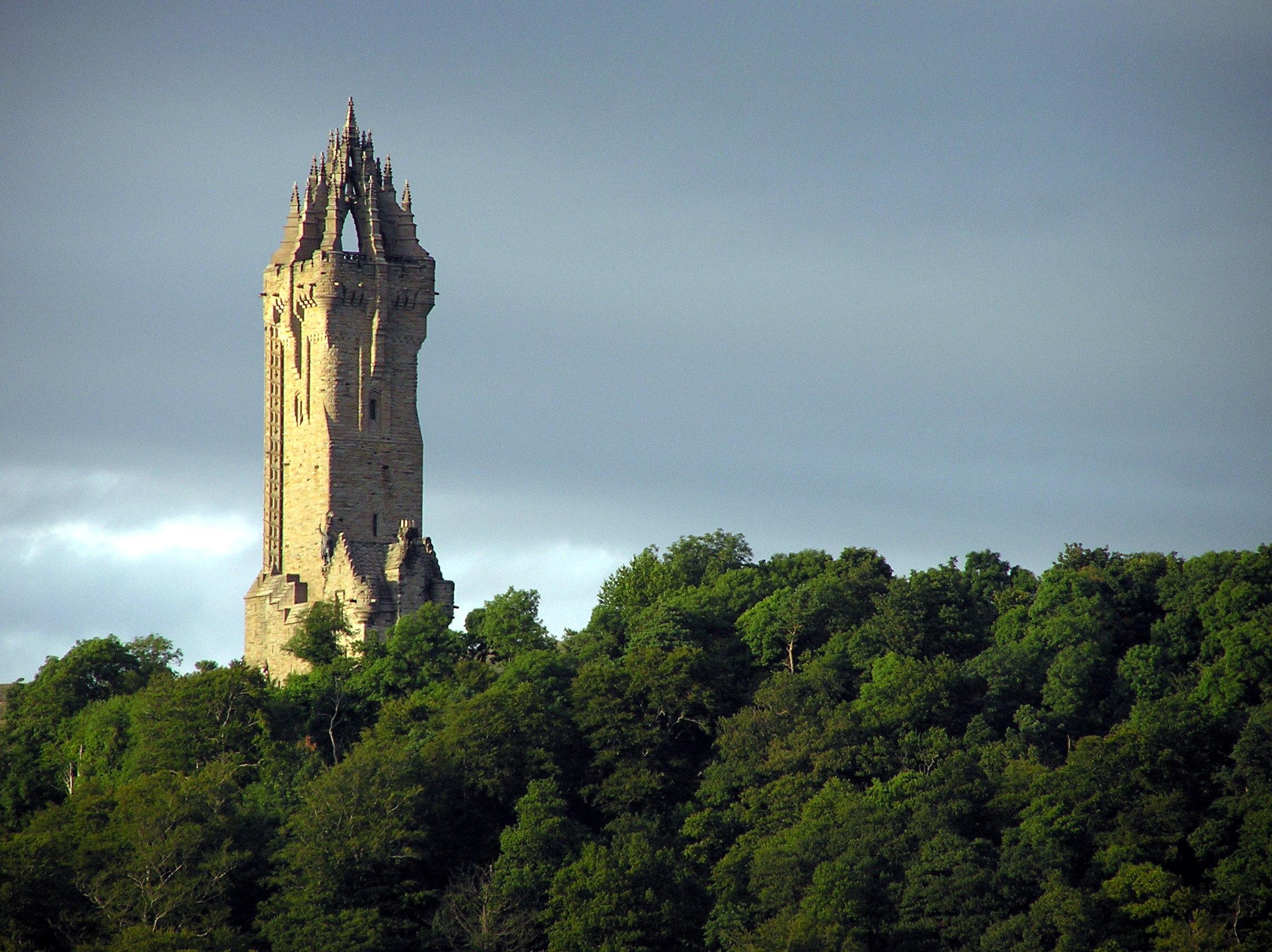
Monumento a William Wallace cerca de Stirling

- The Scottish Chiefs, Jane Porter (1810), novela romántica que cristaliza la visión mítica del héroe. Traducida al español como Jefes escoceses.[24]
- Braveheart, película de 1995 dirigida y protagonizada por Mel Gibson, la cual se basa en la figura de William Wallace, quien fue interpretado por dicho actor. Fue ganadora de cinco Premios Óscar, incluido el de mejor película.
- Age of Empires II: The Age of Kings o en su extensión "Age of Empires II: The Conquerors", videojuego en el que en una de las campañas figura William Wallace como personaje.
- "The Clansman", canción de la banda británica de Heavy Metal Iron Maiden, inspirada en la película Braveheart de 1995. Describe el forcejeo de los clanes escoceses para librarse de la opresión inglesa, el coro es especialmente recordado cuando el agonizante William Wallace se lamenta exclamando -Freedom- en la película.